# کلمبیا (مریلند)
کلمبیا (به انگلیسی: Columbia) شهری در ایالت مریلند کشور ایالات متحده آمریکا است که جمعیت آن در سرشماری سال ۲۰۱۰ میلادی، ۹۹٬۶۱۵ نفر بوده‌است.